# Jela (Vorname)
Jela (serbisch: Јела) ist ein weiblicher Vorname.

## Herkunft und Bedeutung
Der Name wird im Serbischen, Kroatischen und Slowakischen verwendet und ist eine Kurzform von Jelena oder Jelisaveta. Es bedeutet im Serbischen und Kroatischen Tanne(nbaum).

## Bekannte Namensträgerinnen
- Jela Špitková (* 1947), slowakisch-österreichische Geigensolistin und Hochschullehrerin